# C1orf54
C1orf54 (англ. Chromosome 1 open reading frame 54) – білок, який кодується однойменним геном, розташованим у людей на 1-й хромосомі. Довжина поліпептидного ланцюга білка становить 131 амінокислот, а молекулярна маса — 14 923.
| 10         |  | 20         |  | 30         |  | 40         |  | 50         |
| ---------- |  | ---------- |  | ---------- |  | ---------- |  | ---------- |
| MDVLFVAIFA |  | VPLILGQEYE |  | DEERLGEDEY |  | YQVVYYYTVT |  | PSYDDFSADF |
| TIDYSIFESE |  | DRLNRLDKDI |  | TEAIETTISL |  | ETARADHPKP |  | VTVKPVTTEP |
| SPDLNDAVSS |  | LRSPIPLLLS |  | CAFVQVGMYF |  | M          |  |            |

A: Аланін

C: Цистеїн

D: Аспарагінова кислота

E: Глутамінова кислота

F: Фенілаланін

G: Гліцин

H: Гістидин

I: Ізолейцин

K: Лізин

L: Лейцин

M: Метіонін

N: Аспарагін

P: Пролін

Q: Глутамін

R: Аргінін

S: Серин

T: Треонін

V: Валін

Секретований назовні.